# Dihidrotestosteron

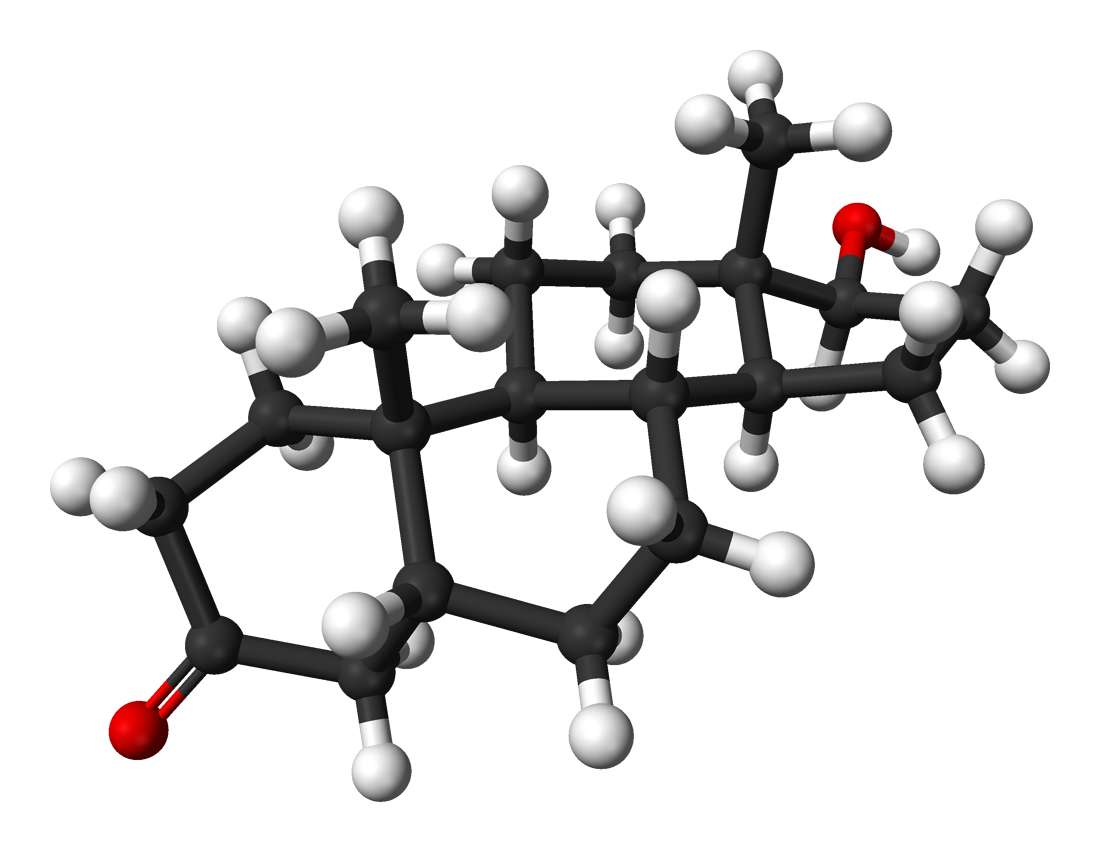

Dihidrotestosteronul (DHT) (nume întreg: 5α-dihidrotestosteron, abreviat 5α-DHT; INN: androstanolon) este un metabolit biologic activ al hormonului testosteron, format în principal în prostată, testicule, foliculi piloși și glandele adrenale de către enzima 5α-reductază prin reducerea legăturii duble 4,5, dar poate fi format și din steroizi cu 21 de atomi de carbon (pregnane) prin 5α-reducerea lor cu evitare de testosteron. Dihidrotestosteronul aparține clasei de compuși androgeni, denumită și hormoni androgenici sau testoizi. Androgenii sunt parte a biologiei sexului prin stimularea și controlarea dezvoltării caracteristicilor masculine. DHT este considerat a fi de aproximativ 3 ori mai potent decât testosteronul datorită afinității crescute față de receptorul androgen, in timp ce testosteronul este de 5-10 ori mai potent decât androgenii adrenali.

## Importanță

Testosteron. De observat diferența majoră -- legătura dublă 4,5 din inelul A (cel mai din stânga).

DHT este produs de bărbați in utero și este responsabil pentru formarea caracteristicilor masculine specifice. DHT este de asemenea important în apariția altor caracteristici atribuite în general bărbaților, precum creșterea părului facial și corporal și îngroșarea vocii. DHT joacǎ un rol și in apetitul sexual precum și în dezvoltarea țesutului muscular specific masculin. Spre deosebire de forma lui primarǎ, testosteron, DHT nu poate fi transformat în estradiol de enzima aromatase, prin consecințǎ, este un antagonist a dezvoltarea trasǎturilor feminine în bǎrbați. S-a arătat că DHT este dezactivat în mușchii scheletici prin acțiunile 3-alpha hidroxisteroid dehidrogenazei și deci nu are nici un efect deosebit asupra hipertrofiei musculare.

## Patologie
Se suspectează că DHT este factorul principal în majoritatea cazurilor de calviție masculină. Femeile cu un nivel crescut de DHT pot dezvolta unele caracteristici sexuale secundare androgene, incluzând vocea îngroșată și părul facial. Se pare că DHT joacă un rol important și în dezvoltarea sau exacerbarea hiperplaziei prostatice benigne și cancerului de prostată, deși motivul exact nu este cunoscut. 
DHT participă și la dezvoltarea acneei.

## Tratament
Medicamentele aparținând acestui grup, numiți inhibitori de 5α-reductază, sunt folosite de bǎrbati pentru tratarea problemelor apărute din cauza DHT, in special calviția masculinǎ și adenomul de prostatǎ. Sunt incluse finasteride și dutasteride (vândut sub numele de Avodart). Actualmente, suplimetul de DHT nu este folosit ca tratament pentru deficiență de DHT/androgeni.
Tratamentele alternative folosite pentru inhibarea DHT includ suplimente alimentare cu extracte de fructe de Serenoa repens. Spre deosebire de majoritatea inhibitorilor de 5-alpha-reductază, Serenoa repens induce efectele fără a altera capacitatea celulară de secreție a antigenului prostatic specific. 
S-a demonstrat că extractele de Serenoa repens inhibă și izoformele 5-alpha-reductazei, spre deosebire de finasteride, care inhibă doar izoenzima tipul 2 (predominant) a 5-alpha-reductazei.

 Arhivat în 26 septembrie 2007, la Wayback Machine.
Ceaiul verde este considerat în multe studii ca fiind un inhibitor DHT potent. Totuși, într-un experiment pe șoareci, au crescut atât nivelul de testosteron, cât și cel de DHT.
Format:Steroizi anabolici